# Сго
Сго (ကညီကျိာ်) — одни из каренских языков, распространённый в Мьянме и Таиланде. Общее число носителей 2250 тыс. чел., из них 2050 тыс. в Мьянме (оценка, 2017), 200 тыс. в Таиланде (оценка, 2006). В Мьянме носители сго проживают в регионах Иравади, Пегу, Янгон и штате Карен. В Таиланде носители сго сконцентрированы вдоль границы с Мьянмой, в провинциях Кампхэнгпхет, Канчанабури, Мэхонгсон, Так и Чиангмай. Используется письменность на основе бирманского письма, в прошлом также применялась и латиница.

## Письменность
Алфавит сго на основе бирманского письма содержит следующие знаки:
| Инициали | Инициали | Инициали | Инициали | Инициали | Инициали | Инициали | Инициали | Инициали | Инициали | Инициали | Инициали | Инициали | Инициали | Инициали | Инициали | Инициали | Инициали | Инициали | Инициали | Инициали | Инициали | Инициали | Инициали | Инициали |
| -------- | -------- | -------- | -------- | -------- | -------- | -------- | -------- | -------- | -------- | -------- | -------- | -------- | -------- | -------- | -------- | -------- | -------- | -------- | -------- | -------- | -------- | -------- | -------- | -------- |
| က        | ခ        | ဂ        | ဃ        | င        | စ        | ဆ        | ၡ        | ည        | တ        | ထ        | ဒ        | န        | ပ        | ဖ        | ဘ        | မ        | ယ        | ရ        | လ        | ဝ        | သ        | ဟ        | အ        | ဧ        |
| k        | kʰ       | ɣ        | x        | ŋ        | s        | sʰ       | ʃ        | ɲ        | t        | tʰ       | d        | n        | p        | pʰ       | b        | m        | j        | r        | l        | w        | θ        | h        | ʔ        | ɦ        |

| Медиали | Медиали | Медиали | Медиали | Медиали |
| ------- | ------- | ------- | ------- | ------- |
| ◌ှ       | ◌ၠ       | ◌ျ       | ◌ြ       | ◌ွ       |
| ɣ       | j       | l       | r~ɹ     | w       |

| Финали | Финали | Финали | Финали | Финали | Финали | Финали | Финали | Финали |
| ------ | ------ | ------ | ------ | ------ | ------ | ------ | ------ | ------ |
| ◌ါ      | ◌ံ      | ◌ၢ      | ◌ု      | ◌ူ      | ◌့      | ◌ဲ      | ◌ိ      | ◌ီ      |
| a      | i      | ə      | ɨ~ɯ    | u      | e      | ɛ      | o      | ɔ      |

| Тона       | Тона       | Тона    | Тона    | Тона   |
| ---------- | ---------- | ------- | ------- | ------ |
| ၢ်           | ာ်           | ◌း       | ၣ်        | ◌ၤ      |
| восходящий | нисходящий | средний | высокий | низкий |